# Santa Coloma (Buenos Aires)
Santa Coloma es una localidad argentina ubicada en el partido de Baradero, provincia de Buenos Aires.

Se encuentra a mitad de camino entre las ciudades de Baradero y San Antonio de Areco.

## Historia

### Origen de la ciudad
Fundada en 1912 está ubicada sobre las vías de lo que fue el ferrocarril Belgrano, denominándose “parada Km 128”, a cuyo alrededor fue desarrollándose el pueblo. Dicha estación se encontraba en los campos de Don Carlos Santa Coloma, origen del nombre de la estación y del pueblo desde 1930.
Santa Coloma, remonta su dinámica espacial a las primeras décadas del siglo XX, asumiendo desde su nacimiento y a través de su impronta histórico-cultural, características especiales que le dan un carácter natural, paisajístico cultural y patrimonial propio de ser protegido y conservado por lo cual es declarada Pueblo turístico y Paisaje Cultural.  Son testigos materiales de esto la presencia de edificios individuales significativos como almacenes de ramos generales, los cuales se construían –casi siempre- en una esquina, aprovechando de ese modo el frente a dos calles, estaban compuestas por paredes de ladrillo cocido  asentados en barro amasado y pisado por caballos. Se vendían  desde alimentos en todas sus formas y de distintos orígenes de elaboración, contando con despachos de bebidas al mostrador y algunos complementaban sus rubros con anexos de carnicería o panadería. Viviendas particulares como “La Adelaida 1929”, o una de las construcciones más antiguas, donde funciono hacia 1927 la escuela N.º 22, hoy vivienda particular. 
El club, la capilla Santa Coloma, un conjunto arquitectónico como la estación del ferrocarril hoy biblioteca y Centro Cultural, también comprende galpones y dos viviendas particulares. Santa Coloma también fue elegida como residencia de importantes artistas plásticos y pintores que plasmaron sus diseños como la plaza Martin Fierro diseñada por el artista plástico y arquitecto Luis Benedit, y una obra artística del pintor Rodolfo Ramos.
También, desde hace 12 años en esta localidad se ha puesto en valor parte del patrimonio inmaterial a través del rescate de recetas tradicionales criollas con la realización de una fiesta gastronómica como “La Fiesta del Mondongo y la Torta Frita” cada 1° de mayo con gran asistencia de público local y turistas.

## Población

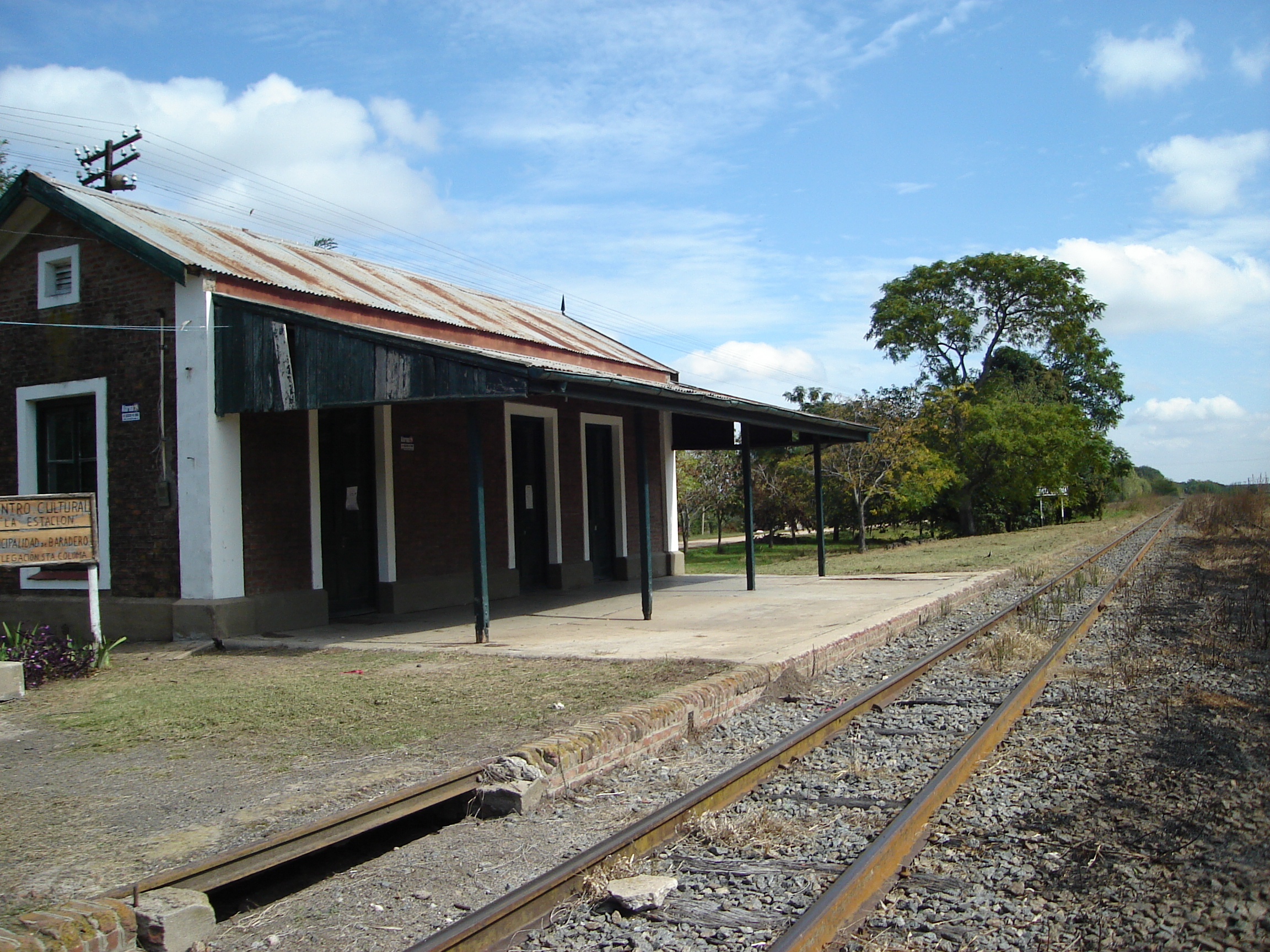
Estación de trenes Santa Coloma

Cuenta con 203 habitantes (Indec, 2010), lo que representa un incremento del 20% frente a los 169 habitantes (Indec, 2001) del censo anterior.
| Gráfica de evolución demográfica de Santa Coloma entre 1991 y 2010 |
|                                                                    |
| Fuente: Censos nacionales del INDEC                                |